# Ancyrona japonica
Ancyrona japonica е вид бръмбар от семейство Trogossitidae.

## Разпространение
Видът е разпространен в България, Словакия и Унгария.